# Giovanni Rossi Lomanitz
Giovanni Rossi Lomanitz (10 de octubre de 1921 – 31 de diciembre de 2002) fue un físico estadounidense.

## Biografía
Nació en Bryan, Texas y creció en Oklahoma. Su padre era químico agrícola y nombró a su hijo en honor al socialista italiano Giovanni Rossi, quien había fundado una comuna agrícola en Brasil en la década de 1890. Lomanitz se graduó de la escuela secundaria a los 14 años y obtuvo su licenciatura en ciencias en física de la Universidad de Oklahoma y su doctorado en física teórica en 1951 de la Universidad de Cornell con Richard Feynman.
A principios de la década de 1940 comenzó la escuela de posgrado en la Universidad de California, Berkeley. Mientras estuvo allí, se convirtió en protegido del físico J. Robert Oppenheimer. Lomanitz trabajó en el Laboratorio Nacional Lawrence Berkeley en un nuevo método de separación electromagnética de isótopos. La investigación de posgrado de Lomanitz se vio interrumpida cuando el Cuerpo de Contrainteligencia (Counterintelligence Corps) se aseguró de que fuera reclutado por el ejército durante la Segunda Guerra Mundial.
Durante el período 1942-45, Oppenheimer fue responsable del empleo de Lomanitz en el proyecto de la bomba atómica. Oppenheimer lo instó a trabajar en el Proyecto Manhattan, aunque luego le dijo al personal de seguridad del gobierno que sabía que Lomanitz había sido muy "rojo" cuando llegó por primera vez a la Universidad de California. Oppenheimer informó que le había dicho a Lomanitz que debía renunciar a toda actividad política si aceptaba participar en el proyecto. En agosto de 1943, Oppenheimer protestó contra la finalización del aplazamiento militar de Lomanitz y solicitó que se lo devolviera al proyecto después de su ingreso al servicio militar.
Mientras estuvo en el Laboratorio de Radiación, Lomanitz ayudó a establecer una sección local de la Federación de Arquitectos, Ingenieros, Químicos y Técnicos (FAECT), un pequeño sindicato CIO de cuello blanco alineado con el comunismo.
La Oficina Federal de Investigación había colocado un micrófono oculto en la residencia del activista del Partido Comunista Steve Nelson, y en octubre de 1942 escuchó a un hombre al que se referían como "Joe", de quien el FBI sospechaba que era un amigo de Lomanitz, Joseph Weinberg, describiendo a Nelson el significado y los aspectos técnicos de la investigación nuclear secreta realizada en Berkeley. Estaba implícito el futuro espionaje de la Unión Soviética. Esto llevó al gobierno de los Estados Unidos a sacar del programa a Weinberg, Lomanitz y David Bohm. Para Lomanitz, este proceso de remoción implicó el fin del aplazamiento del servicio militar. Fue reclutado y sirvió en el frente del Océano Pacífico. Después de la guerra, regresó por un tiempo a Berkeley y luego se mudó a Cornell, donde completó su doctorado con Richard Feynman.
Después de la guerra, Lomanitz fue llamado a testificar ante el Comité de Actividades Antiamericanas de la Cámara. Afirmó rotundamente su lealtad a los Estados Unidos e invocó la Quinta Enmienda a la Constitución de los Estados Unidos, negándose  a nombrar a otras personas involucradas en actividades comunistas.
La Junta de Seguridad de Personal (Personnel Security Board=PSB) de la Comisión de Energía Atómica descubrió en 1954 que Oppenheimer había declarado en 1943 que no quería que nadie que trabajara en el proyecto fuera miembro del Partido Comunista, ya que "uno siempre tenía una cuestión de lealtad dividida" y la disciplina del Partido Comunista era muy severa e incompatible con una lealtad total al proyecto. Oppenheimer, sin embargo, no identificó a los exmiembros del Partido Comunista que estaban trabajando en el proyecto ante las autoridades correspondientes.
Lomanitz ejerció luego diversos oficios, incluso como trabajador de mantenimiento ferroviario.
En 1962 comenzó a trabajar en el Instituto de Minería y Tecnología de Nuevo México y luego se convirtió en presidente del departamento, antes de jubilarse en 1991. Más tarde se mudó a Pahoa, Hawái y allí murió de cáncer a fines de 2002.

## En la cultura popular
En la película Oppenheimer de 2023, dirigida por Christopher Nolan, Lomanitz fue interpretado por el actor Josh Zuckerman.